# Молодіжний театр «ЛюбАрт»
Народний молодіжний театр «ЛюбАрт» — створений у 1998 році Любов'ю Липовською і групою акторів-аматорів у Калуші. Народний, аматорський театр, театр в якому всі ролі виконують юні актори, створений при тісній співпраці з місцевим товариством Союзу Українок.

## Передісторія
Калуська філія Союзу українок розпочала свою діяльність в Калуші в 1917 році. З самих своїх зачатків вона опікувалася мистецькими явищами та подіями в Калуші. Тому театральні та мистецькі акції були завжди пріоритетними для його членкинь. Через радянську владу, ця організація припинила свою діяльність в 1939 році. А відновила свою роботу в 1990 році. Це доволі амбітна суспільна формація на теренах Калушчини, яка співпрацює з багатьма державними та суспільними формаціями, та опікується мистецькими і культурними подіями краю, організовуючи їх та підтримуючи. 
Так в 1998 році, за підтримки «Вінрок Інтернешинл»(Winrock International), був створений при товаристві Союзу українок «Молодіжний театр ЛюбАрт». Театр формувався не на «голому місці», оскільки у Калуші при Палаці культури «Юність» вже багато років існував народний театр, що здобув собі добру славу серед мешканців міста. Керівниками і режисерами цього театру були Люба Телька-Липовська та Ігор Липовський. Саме вони разом з більшістю свого колективу й стали фундаторами та організаторами нової театральної формації.

## Зачатки
Молодіжний театр «ЛюбАрт» — це театр для молоді, в якому всі ролі виконують молоді актори. Художній керівник колективу, голова Союзу Українок Калущини, лауреат Всеукраїнського літературного конкурсу «Коронація слова» Любов Липовська. Учасниками трупи є, не тільки учні загальноосвітніх шкіл міста, а більшість — це студенти навчальних закладів Калуша.
Мета створення цього театру - побороти стереотипи , дати можливість підростаючому поколінню зреалізувати себе на рівні музики, філософії і гармонійно удосконалити себе як особистість. Постійними учасниками театральних постановок та репетицій є близько 40 аматорів-артистів, але, слід відмітити, через театр перейшли вже два покоління молодих калушан. Вистави «ЛюбАрт» проводить і у приміщенні «союзівки» і у районному будинку культури. Окрім керівника молодіжного театру, ще пише для молоді, досвідчений драматург, лауреат премії «Коронація слова» В. Страліт. Здебільшого обирають теми про проблеми молоді та жіноцтва у суспільстві та використовують сучасний жанровий та інформаційний матеріал.

## Репертуар
- «Три джерела»,
- «Квартиранти свободи»,
- «Площа»
- «Антидот»
- «Вкусіть гріховний плід життя»
- «Форс Мажор»
- "Екстрім"
- «Бойків світ»
- «Антігона»
- «Вулиці ім. Шафи Леонардо»
- «Маняки»
- «Урок»

## Мистецький відгомін
Слід віддати належне як авторам текстів, так і режисерам Любові та Ігорю Липовським за їх неординарні та сучасні підходи до трактування театральних дійств. Вартують подиву ті творчі методи, які використали режисери для втілення авторського задуму: пантоміма, міміка, пластичний етюд, плавний та ритмічний танець.

## Співпраця
Молодіжний театр «ЛюбАрт» та Союз Українок Калуша взаємодіє з багатьма особистостями, підприємцями, організаціями. Зокрема з ГО "Світ Альтернативної Культури".